# Thới Hòa
Thới Hòa là một phường thuộc Thành phố Hồ Chí Minh, Việt Nam.

## Địa lý
Phường Thới Hòa nằm ở trung tâm thành phố Bến Cát, có vị trí địa lý:
- Phía đông phường Hòa Lợi
- Phía tây giáp phường An Điền
- Phía nam giáp phường Tân Định và xã Phú An
- Phía bắc giáp các phường Mỹ Phước và Chánh Phú Hòa.

Phường Thới Hòa có diện tích 37,93 km², dân số năm 2021 là 82.252 người, mật độ dân số đạt 2.169 người/km².

## Hành chính
Phường Thới Hòa được chia thành 7 khu phố: 1, 2, 3A, 3B, 4, 5, 6.

## Lịch sử
Thời Pháp thuộc phường Thới Hoà là một trong 7 làng thuộc tổng Bình Hưng, quận Châu Thành, tỉnh Thủ Dầu Một.
Năm 1955 - 1975 thời Việt Nam Cộng Hoà, Thới Hoà là một xã trực thuộc quận Bến Cát, tỉnh Bình Dương; bao gồm các ấp: Bến Trắc 1, Bến Trắc 2, Mỹ Phú, Mỹ Hoà, Hương Phùng, Chủ Búng, Ấp Tư, Bưng Sình, Suối Mang.
Sau năm 1975, địa bàn phường Thới Hòa hiện nay là một phần xã Hòa Định thuộc huyện Bến Cát.
Ngày 25 tháng 4 năm 1979, Hội đồng Chính phủ ban hành Quyết định số 180-CP. Theo đó, chia xã Hòa Định thành hai xã Thới Hòa và Tân Định.
Ngày 29 tháng 12 năm 2013, Chính phủ ban hành Nghị quyết số 136/NQ-CP về việc thành lập hai thị xã Bến Cát và Tân Uyên thuộc tỉnh Bình Dương. Theo đó, thành lập phường Thới Hòa thuộc thị xã Bến Cát trên cơ sở toàn bộ diện tích và dân số của xã Thới Hòa.
Sau khi thành lập, phường Thới Hòa có 3.793,01 ha diện tích tự nhiên, dân số là 66.586 người.
Ngày 19 tháng 3 năm 2024, Ủy ban Thường vụ Quốc hội ban hành Nghị quyết số 1012/NQ-UBTVQH15 (nghị quyết có hiệu lực từ ngày 1 tháng 5 năm 2024) về việc thành lập thành phố Bến Cát thuộc tỉnh Bình Dương. Theo đó, phường Thới Hòa thuộc thành phố Bến Cát.

## Giao thông
Phường Thới Hòa có Quốc lộ 13, đường Mỹ Phước - Tân Vạn chạy qua theo hướng Bắc - Nam và đường vành đai 4 (Thành phố Hồ Chí Minh) chạy qua theo hướng Đông - Tây.